# Бадзюцу
Бадзюцу (яп. 馬術, ба: лошадь; дзюцу: искусство) — японское искусство верховой езды, являлось одной из боевых специализаций Японии. В бадзюцу входило обучение верховой езде, бой на лошади, прыжки с большой высоты, иногда уход за лошадьми. Это искусство родилось в Монголии, где воины считались отличными наездниками. В Японии лошади приобрели популярность в V—VI веках н. э., богатые самурайские кланы содержали конюшни, каждый клан владел своими техниками и секретами обращения с лошадьми.

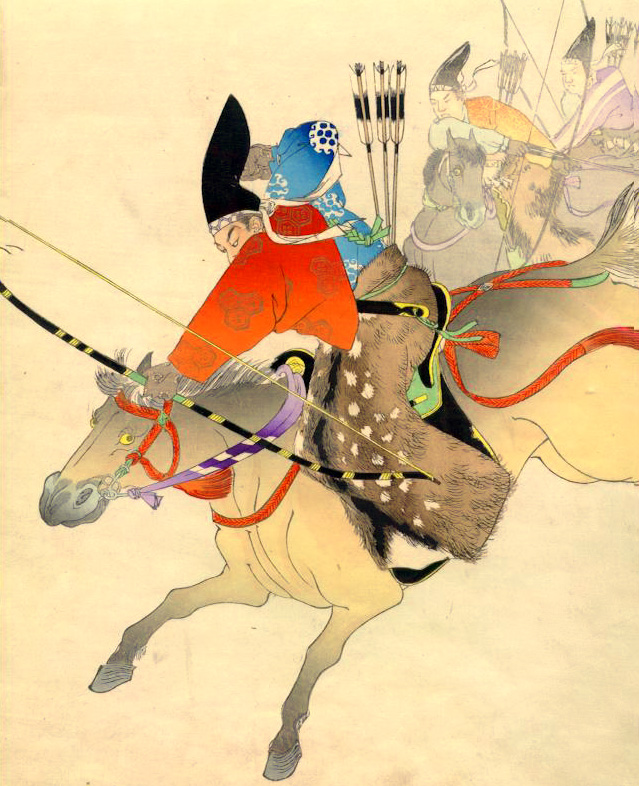
Японский наездник на охоте (Ино оу моно), Хацудзиро Фукуда, 1896 год

Самураев учили сражаться, находясь на лошади, для чего первоначально использовался длинный меч тати, а также нагината, яри, лук и стрелы/ Тати прикреплялся к поясу таким образом, что враг зачастую получал смертельную рану без дополнительных действий со стороны наездника. В рамках суйбадзюцу (яп. 水馬術, суй означает «вода») самураи обучались держаться на лошади, находясь в реке.
По данным историка-япониста кандидата исторических наук А. М. Горбылева в настоящее время ба-дзюцу уцелело только в школе Огасавара-рю, школе синтоистского обряда ябусамэ Такэда-рю, традиции номаои Сома, скачках Камо курабэумо, а также в сохраняющихся при японском Министерстве императорского двора тренировочных методах верховой езды церемоний хоробики и дакю (конное поло). Японское искусство верховой езды может использоваться только при дрессировке японских лошадей, а они сохранились по данным А. М. Горбылева в очень незначительных количествах в местечке Тонои Мисаки в префектуре Миядзаки (порода Хомайба), в Кисо (Кисоума), на Цусиме (Цусима-но ума), на Хоккайдо (Досанко), в заповедниках и национальных парках.